# Кирхајб
Кирхајб (њем. Kircheib) општина је у њемачкој савезној држави Рајна-Палатинат. Једно је од 119 општинских средишта округа Алтенкирхен (Вестервалд). Према процјени из 2010. у општини је живјело 553 становника. Посједује регионалну шифру (AGS) 7132062.

## Географски и демографски подаци
Кирхајб се налази у савезној држави Рајна-Палатинат у округу Алтенкирхен (Вестервалд). Општина се налази на надморској висини од 312 метара. Површина општине износи 6,6 km². У самом мјесту је, према процјени из 2010. године, живјело 553 становника. Просјечна густина становништва износи 84 становника/km².